# Münchwald
Münchwald ist eine Ortsgemeinde im Landkreis Bad Kreuznach in Rheinland-Pfalz. Sie gehört der Verbandsgemeinde Rüdesheim an.

## Geographie
Münchwald ist ein Dorf im südlichen Hunsrück. Es liegt direkt am Soonwald.
Zu Münchwald gehören auch die Wohnplätze Haus Gräfenbach und Struthof.

## Geschichte
Der Ort entstand um 1700. Der frühere Name des Dorfs war: Mönchswald. Dieser Name leitet sich daraus ab, dass die Fläche, auf der das Dorf liegt, dem Kloster Eberbach im Rheingau gehört hatte und hier ein Klosterhof (Flur Frauenwald) und/oder eine Klostermühle (Dadenborner Mühle am Gräfenbach) lagen. 1531 war das Gelände von dem Kloster an die Reichsritter von Dalberg verkauft worden und gehörte so zunächst zur Herrschaft Dalberg.  Der Ort war eine Ausgründung aus Wallhausen. Am Anfang gab es Schwierigkeiten mit der benachbarten Gemeinde Winterburg, deren Einwohner hier Weiderechte besaßen. 1789 verkauften die Herren von Dalberg das Dorf für 16.000 Gulden an den Markgrafen von Baden.
Statistik zur Einwohnerentwicklung
Die Entwicklung der Einwohnerzahl von Münchwald, die Werte von 1871 bis 1987 beruhen auf Volkszählungen:
| Jahr | Einwohner |
| ---- | --------- |
| 1815 | 101       |
| 1835 | 115       |
| 1871 | 164       |
| 1905 | 190       |
| 1939 | 171       |
| 1950 | 202       |

| Jahr | Einwohner |
| ---- | --------- |
| 1961 | 192       |
| 1970 | 226       |
| 1987 | 252       |
| 2005 | 310       |
| 2017 | 277       |
| 2023 | 274       |

## Politik

### Gemeinderat
Der Gemeinderat in Münchwald besteht aus sechs Ratsmitgliedern, die bei der Kommunalwahl am 9. Juni 2024 in einer personalisierten Verhältniswahl gewählt wurden, und der Ortsbürgermeisterin als Vorsitzender. Bis zur Wahl 2019 hatte das Gremium acht Ratsmitglieder.
Die Sitzverteilung im Gemeinderat:
| Wahl | WGW | WGM | WGZ | WGH | WGMAJ | Gesamt  |
| ---- | --- | --- | --- | --- | ----- | ------- |
| 2024 | –   | –   | –   | 4   | 2     | 6 Sitze |
| 2019 | 4   | 2   | –   | –   | –     | 6 Sitze |
| 2014 | 6   | –   | 2   | –   | –     | 8 Sitze |

- WGH = Wählergruppe Herzmann
- WGMAJ = Wählergruppe Majchrzyk
- WGW = Wählergruppe Wagner
- WGM = Wählergruppe Metz
- WGZ = Wählergruppe Zensen

### Bürgermeister
Nicole Majchrzyk wurde am 16. Juli 2024 erste Ortsbürgermeisterin von Münchwald. Bei der Direktwahl am 9. Juni 2024 war sie als einzige Bewerberin mit 64,3 % der Stimmen gewählt worden.
Majchrzyks Vorgänger Stephan Wagner hatte das Amt seit 2009 inne und war 2024 nicht erneut angetreten.

### Wappen
Das Wappen wurde 1950 vom rheinland-pfälzischen Innenministerium genehmigt. Es nimmt Bezug auf die Zisterziensermönche, die in der Gegend mittels Rodung den Klosterhof Dadenborn um 1200 errichteten, der aber im 15. Jahrhundert wieder verlassen wurde. Die Farben Rot-Silber erinnern an die Grafschaft Sponheim.

## Persönlichkeiten
- Johann Adam Melsheimer (1683–1757), Förster und Jäger, ein Vorbild des Jägers aus Kurpfalz
- Hans Günther Merk (1930–2024), Jurist, Präsident des Statistischen Bundesamtes

## Kultur und Sehenswürdigkeiten
Siehe auch: Liste der Kulturdenkmäler in Münchwald

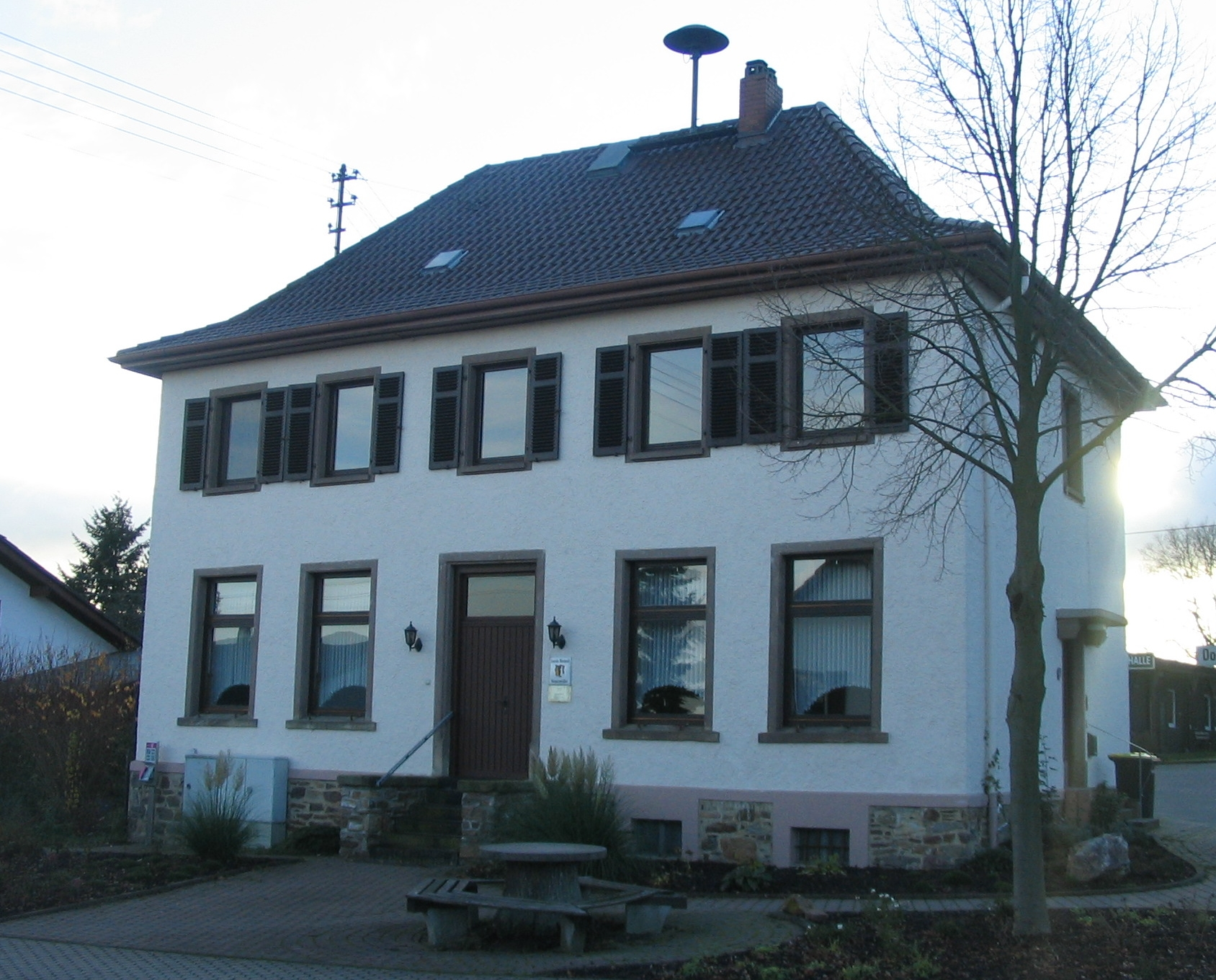
Gemeindehaus im historischen Ortskern.
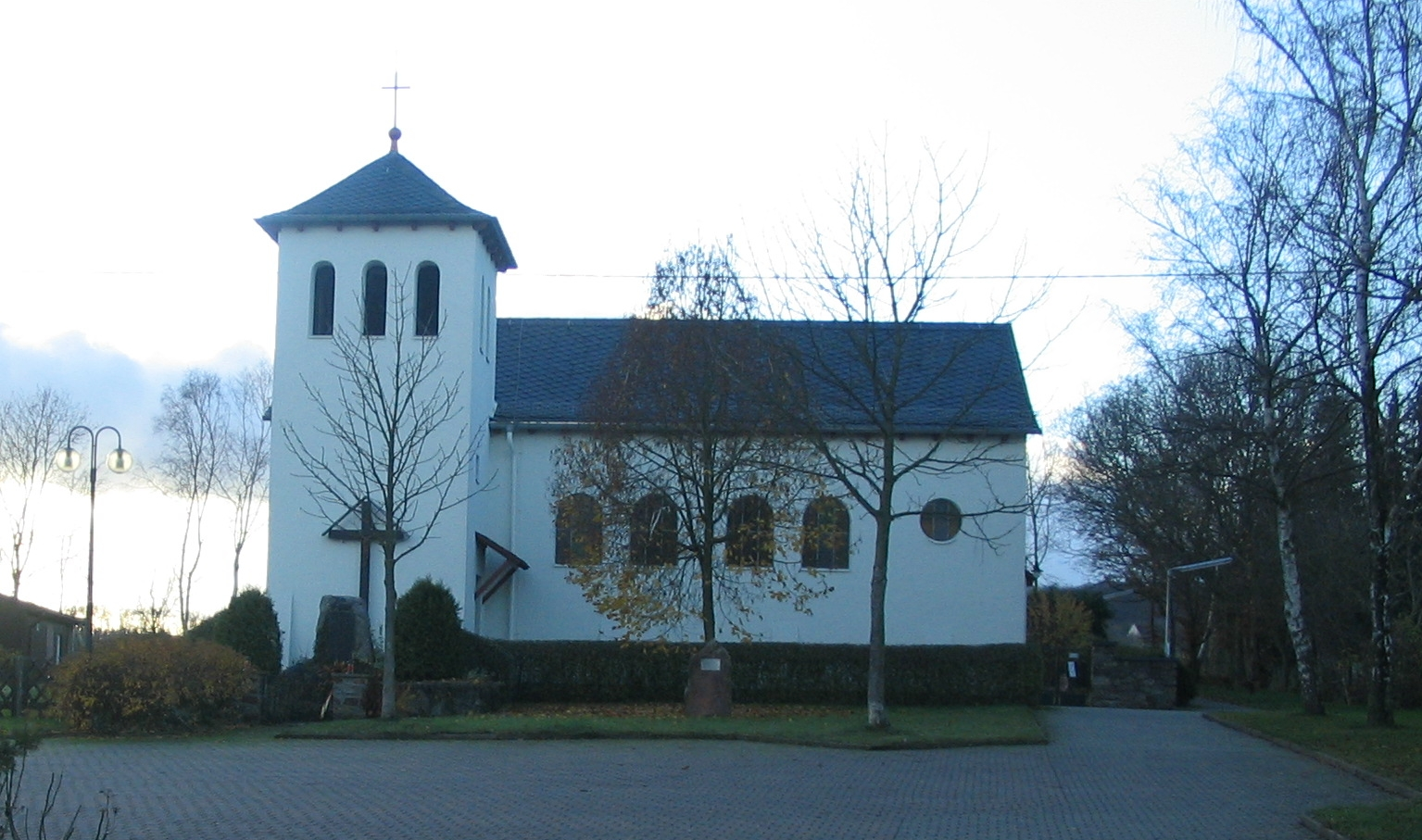
Katholische Kapelle
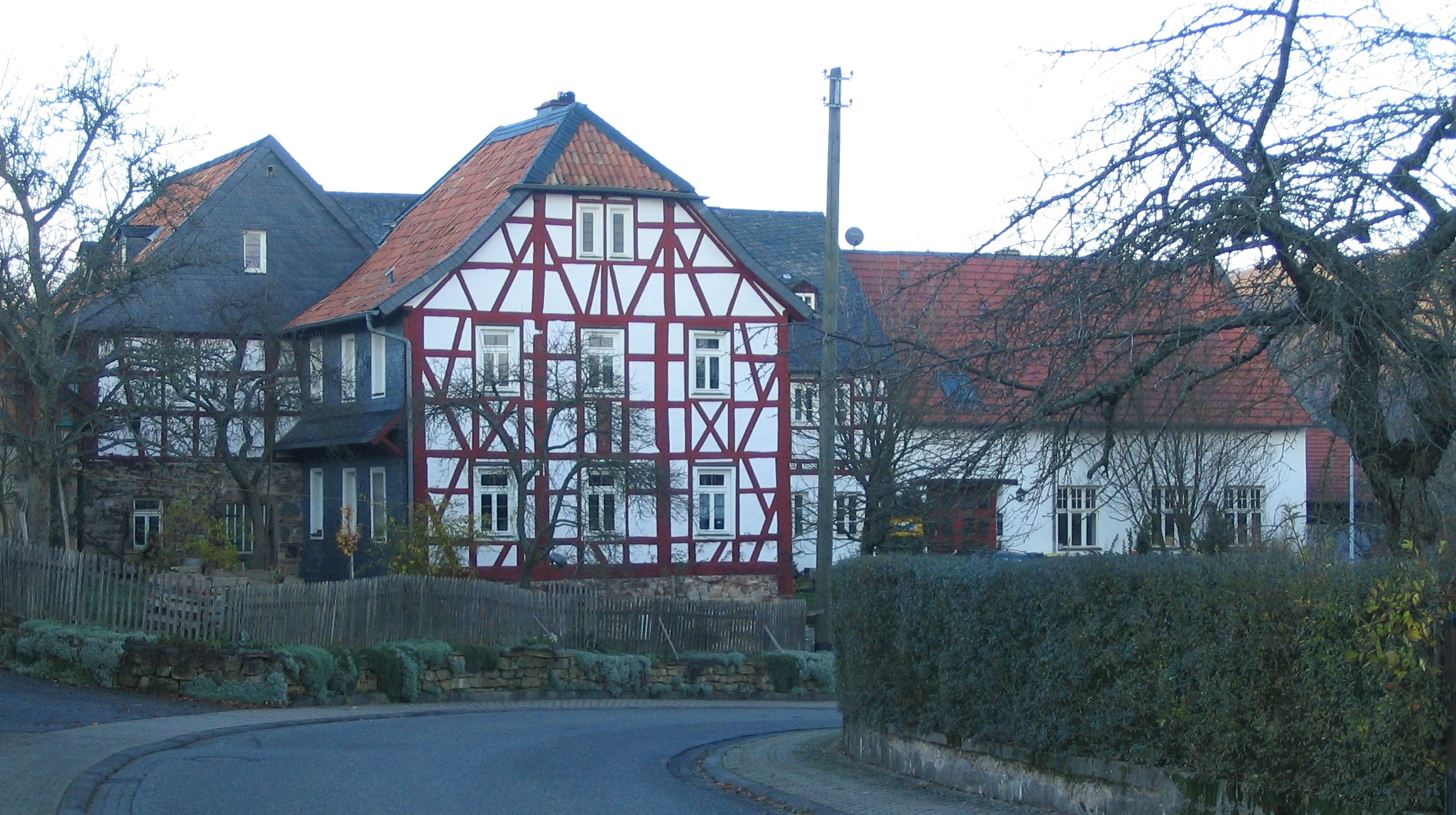
Traditionelles Fachwerkhaus